# Římskokatolická farnost Kerhartice
Římskokatolická farnost Kerhartice (lat. Gersdorfium) je církevní správní jednotka sdružující římské katolíky na území vesnice Kerhartice a v jejím okolí. Organizačně spadá do děčínského vikariátu, který je jedním z 10 vikariátů litoměřické diecéze. Centrem farnosti je kostel svaté Máří Magdaleny v Kerhaticích.

## Historie farnosti
Matriky jsou v místě vedeny od roku 1707. Od roku 1788 zde byla lokálie a území duchovní správou spadalo pod farnost Markvartice u Děčína. Farnost byla kanonicky zřízena od roku 1853.

### Duchovní správcové vedoucí farnost
Začátek působnosti jmenovaného v duchovní správě farnosti od:
- 1790   expos. Joann. Michel
- 1804   exposit. Anton. Stoehr, n. 16. 6. 1780 Klitschinens., o. 12. 9. 1803, † 11. 8. 1828
- 1805   exposit. Ferd. Hütter, n. 9. 4. 1761 Liebenaviens., o. 10. 9. 1804, † 10. 11. 1827
- 1820   exposit. Anton. Kreuzer, n. 11. 8. 1786 Leitmeritz, o. 29. 8. 1812, † 24. 5. 1848
- 1826   exposit. Jos. Heller, n. 8. 9. 1786 Waldekiens., o. 7. 8. 1813, † 4. 2. 1864
- 1838   exposit. Anton. Stiebitz, n. 19. 7. 1799 Mastiržoviens., o. 4. 9. 1827, † 23. 10. 1852
- 1853   cap. exposit. vacat
- 1854     chybí katalog
- 1855   proto-par. (prvo-farář) Anton. Allscher, n. 9. 11. 1818 Seifersdorf, o. 25. 7. 1843, † 19. 6. 1880
- 1874   Jos. Javůrek, n. 23. 3. 1827 Hradíšt., o. 25. 7. 1851, † 28. 1. 1910
- 1880   par. vacat, admin. interc. Jos. Schütz
- 1881   Anton. Lippert, n. 4. 3. 1849 Saaz, o. 19. 7. 1873, † 14. 3. 1920
- 1887   Martin. Durnwalder, n. 16. 1. 1835 Welsberg (Tirol.), o. 9. 4. 1859, † 16. 1. 1893
- 1893   par. vacat, admin. interc. Jos. Röttig
- 1894   Car. Nejedlý, n. 19. 9. 1864 Dětenic., o. 27. 5. 1888
- 1899   par. vacat, admin. Franc. Elis
- 1900   Wenc. Martinovský, n. 24. 9. 1869 Vysoká, o. 2. 7. 1893, † 13. 7. 1956
- 1909   Jos. Ruffer, n. 20. 12. 1865 Kl. Helmsdorf, o. 16. 7. 1905
- 1913   Theod. Rokos, n. 5. 6. 1865 Wemschen, o. 16. 5. 1889
- 1914   par. vacat, admin. interc. Ludov. Fischer
- 1915   Ludov. Fischer, n. 29. 3. 1868 Tschausch, o. 17. 7. 1892, † 2. 2. 1937
- 1917   par. vacat, admin. interc. Joann. Wartha
- 1918   par. vacat, admin. interc. Jos. Plescher
- 1921   Jos. Plescher, n. 20. 10. 1882 Suttom, 17. 7. 1910, † 3. 7. 1969
- 1. 5. 1923   Joann. Krowarz, n. 19. 9. 1883 Lorzendorf, o. 13. 7. 1913, † 21. 6. 1966
- 13. 8. 1946 František Šemík
- 1. 10. 1948  Hroznata M. František Geršl CCG
- 1. 6.  1952   František Malý
- 28. 2. 1953  Josef Jech
- 1. 11. 1959  Bedřich Prchala
- 1. 9.  1972  Stanislav Bečička
- 1. 8.  1973  Jan Rob SDB
- 1. 11. 1990  František Jirásek
- 1. 4.  1991  Stanislav Bečička
- 15. 8. 1991  Jaroslav Gajdošík
- 1. 8.  1998  Štefan Pilarčík
- 1. 10. 1999  Karel Jordán Červený
- 1. 10. 2001  Bohuslav Bártek, admin. exc. z Benešova nad Ploučnicí
- 1. 10. 2005  František Segeťa, admin. exc. in spiritualibus ze Srbské Kamenice
  - 1. 10. 2005  Mgr. Marcel Hrubý, admin. exc. in materialibus ze Srbské Kamenice
- 1. 4.  2016   Jozef Kujan SDB, admin. exc. in spiritualibus z Jiříkova[3]

Kromě kněží stojících v čele farnosti, působili ve farnosti v průběhu její historie i jiní kněží. Většinou pracovali jako farní vikáři, kaplani, katecheté, výpomocní duchovní aj.

## Území farnosti
Do farnosti náleží území obce:
- Kerhartice (Gersdorf bei Böhmisch Kamnitz[p 2])

## Římskokatolické sakrální stavby na území farnosti
| Fotografie | Stavba                    | Místo      | Bohoslužby                      | Zeměpisné souřadnice             | Status       | Číslo kulturní památky           |        |
| Kostel | Kostel                    | Kostel     | Kostel                          | Kostel                           | Kostel       | Kostel                           | Kostel |
| --- | ------------------------- | ---------- | ------------------------------- | -------------------------------- | ------------ | -------------------------------- | ------ |
| | Kostel sv. Máří Magdaleny | Kerhartice | bližší informace o bohoslužbách | 50°46′16″ s. š., 14°23′57″ v. d. | farní kostel | 28783/5-3775 (Pk•MIS•Sez•Obr•WD) |        |
| Některé drobné sakrální stavby a pamětihodnosti lze dohledat zde v databázi Drobné sakrální památky Zaniklé sakrální stavby lze dohledat zde v databázi Poškozené a zničené kostely, kaple a synagogy v České republice |                           |            |                                 |                                  |              |                                  |        |

Ve farnosti se mohou nacházet i další drobné sakrální stavby, místa římskokatolického kultu a pamětihodnosti, které neobsahuje tato tabulka.

## Příslušnost k farnímu obvodu
Z důvodu efektivity duchovní správy byl vytvořen farní obvod (kolatura) farnosti Srbská Kamenice, jehož součástí je i farnost Kerhartice, která je tak spravována excurrendo. Přehled těchto kolatur je v tabulce farních obvodů děčínského vikariátu.